# Kaitlan Collins
Kaitlan Collins (Platteville, Alabama, 7 de abril de 1992) es una periodista estadounidense y corresponsal en jefe de CNN en la Casa Blanca. Ella es la actual presentadora del programa de las 9 p. m. Hora 'The Source' desde julio de 2023. También se desempeñó como corresponsal jefe de la cadena en la Casa Blanca desde enero de 2021 hasta noviembre de 2022. Anteriormente, fue corresponsal en la Casa Blanca del sitio web The Daily Caller.

## Biografía
Kaitlan Collins nació en Alabama. Su padre, Jeff Collins, es banquero hipotecario. Collins ha descrito su educación como "apolítica" y ha declarado que no recuerda que sus padres votaran o expresaran opiniones firmes sobre los candidatos políticos.
Collins se graduó en el Prattville High School y luego asistió a la Universidad de Alabama. Inicialmente eligió especializarse en química, como lo había hecho su hermana, antes de especializarse en periodismo. Obtuvo una licenciatura en Ciencias Políticas y Periodismo en mayo del 2014. Collins fue miembro de la hermandad Alpha Phi.
En el 2018, el grupo Log Cabin Republicans descubrió algunos tuits de su tiempo en Alabama en el 2011. Collins usó el insulto y expresó que no sabía "si quiero compartir una habitación con una lesbiana". Se disculpó por los tuits y dijo: "Cuando estaba en la universidad, usé un lenguaje ignorante en algunos tuits para mis amigos. Fue inmaduro pero no representa en absoluto cómo me siento".

## Carrera
Después de graduarse de la universidad, Collins se mudó a Washington D. C. En junio del 2014, The Daily Caller la contrató como reportera de entretenimiento. Después de cubrir las elecciones presidenciales de 2016, el Daily Caller la nombró corresponsal en la Casa Blanca en enero del 2017 y comenzó a cubrir la administración Trump.
Mientras todavía estaba con The Daily Caller, Collins fue invitada a hacer varias apariciones en CNN. En un evento de corresponsales de la Casa Blanca en la primavera del 2017, se reunió con el presidente de la CNN, Jeff Zucker, y le agradeció por invitarla a pesar de la naturaleza ideológica de su empleador actual. Posteriormente, Collins fue entrevistada y contratada para unirse al equipo de la Casa Blanca en CNN en julio del 2017. Viajó con el presidente Trump a al menos media docena de países.
El 25 de julio del 2018, Collins asistió a una sesión de fotos en la Oficina Oval. Cuando concluyó el evento, Collins le hizo a Trump una serie de preguntas sobre Vladímir Putin y el ex-abogado de Trump, Michael Cohen. Trump ignoró sus preguntas. Posteriormente, a Collins se le prohibió asistir a una conferencia de prensa en el Rose Garden de la Casa Blanca esa tarde y altos funcionarios de la Casa Blanca le dijeron que tales preguntas eran "inapropiadas para ese lugar". La secretaria de prensa de Trump, Sarah Sanders, afirmó que Collins había "gritado preguntas y se negó a irse", mientras que la asesora de Trump, Kellyanne Conway, dijo que la acción se trataba de "ser cortés". El subjefe de gabinete de comunicaciones de Trump, Bill Shine, se opuso a la caracterización de la acción de la Casa Blanca como una "prohibición", pero "se negó a decir a los periodistas qué palabra usaría para caracterizar la decisión de la Casa Blanca de impedirle asistir al evento". " CNN declaró que la prohibición de Collins fue "una represalia" y "no indica una prensa abierta y libre". La Asociación de Corresponsales de la Casa Blanca calificó la prohibición de "totalmente inapropiada, equivocada y débil". Jay Wallace, presidente de Fox News, emitió una declaración en apoyo de Collins, diciendo que su organización "[se mantuvo] en fuerte solidaridad con CNN por el derecho de acceso total de nuestros periodistas como parte de una prensa libre y sin restricciones".
En enero del 2019, Collins fue incluida como una de las 12 periodistas en el programa de TV News de Crain's NewsPro. También fue nombrada una de las 30 menores de 30: Medios de comunicación de la revista Forbes en el 2019. En diciembre, fue seleccionada entre las nominadas en los Las y los periodistas más influyentes de Mediaite 2019.
En abril del 2020, Collins cuestionó al entonces presidente Donald Trump sobre su falta de autoridad total para imponer las restricciones de distanciamiento social relacionadas con el nuevo coronavirus que causa el COVID-19 en plena pandemia. En una conferencia de prensa en la Casa Blanca más tarde ese mismo mes, un funcionario de la Casa Blanca le pidió que cambiara su asiento de primera fila en la sala de prensa de la Casa Blanca con un reportero de una cadena diferente sentado en la parte trasera. Tanto Collins como el otro reportero se negaron a cumplir con la solicitud. El plan de asientos socialmente distanciado para la sala de información había sido asignado por la Asociación de Corresponsales de la Casa Blanca (WHCA) y acordado por los funcionarios de la Casa Blanca el mes anterior. La negativa de Collins a cumplir con la orden emitida por el funcionario de la Casa Blanca llevó a ese funcionario a sugerir que se podría convocar al Servicio Secreto, para que sea expulsada, que finalmente no se concretó.
En noviembre del 2020, Collins volvió a aparecer en las noticias después de que la secretaria de prensa de la Casa Blanca, Kayleigh McEnany, se negara a llamar a Collins y explicara que "no llamo a los activistas".
Collins se desempeñó como corresponsal de CNN en la Casa Blanca durante gran parte de la cobertura en vivo escrita y televisada de las Elecciones presidenciales de Estados Unidos de 2020.
El 11 de enero del 2021, Collins fue ascendida a corresponsal en jefe en la Casa Blanca para la administración entrante del electo presidente Joe Biden. A los 28 años, era la corresponsal en jefe más joven de la Casa Blanca en la historia de CNN y una de las corresponsales en jefe más jóvenes de una importante cadena de medios.
El 16 de junio del 2021, en su conferencia de prensa posterior una cumbre en Ginebra con Vladímir Putin, Joe Biden desafió una pregunta de Collins sobre su confianza en que Putin cambiaría su comportamiento cuando continúa negando los ataques cibernéticos y la persecución de la oposición política. El presidente Biden dijo que esto era una caracterización errónea de sus comentarios y que en realidad dijo que el comportamiento de Rusia cambiaría si el resto del mundo reacciona ante ellos y disminuye su posición en el mundo. Poco después del intercambio, antes de abordar el Air Force One, el presidente Biden se disculpó públicamente caminando hacia un grupo de reporteros en la pista y dijo que le debía "una disculpa" a Collins.
El 15 de septiembre del 2022, se anunció que Collins copresentará el nuevo programa matutino de CNN renovado con Don Lemon y Poppy Harlow a finales de este año, dejando vacante su puesto como corresponsal en jefe de la Casa Blanca, hasta encontrar a su sustituto. El 12 de octubre de 2022, CNN anunció que el programa matutino se llamaría CNN This Morning.
Collins moderó un evento en el ayuntamiento con Donald Trump el 10 de mayo de 2023. El evento incluyó preguntas de los votantes primarios republicanos en New Hampshire.
El 17 de mayo del 2023, Collins fue nombrado nuevo programa de las 9 p. m. Presentadora de ET, cuyo programa comenzará en junio. Dejó CNN This Morning el 25 de mayo del 2023, y su papel lo ocupó una serie rotativa de presentadores de CNN.

### La fuente con Kaitlan Collins
El 5 de julio de 2023, se anunció que el nuevo horario de Collins a las 9 p. m. El programa se titularía The Source with Kaitlan Collins. El programa se estrenó el 10 de julio. Ha sido presentadora de este programa cada hora en horario de máxima audiencia de lunes a viernes entre Anderson Cooper 360° y CNN NewsNight con Abby Phillip.